# Égliseneuve-d'Entraigues
Égliseneuve-d'Entraigues là một xã ở tỉnh Puy-de-Dôme trong vùng Auvergne-Rhône-Alpes miền trung nước Pháp.

## Geography
Ngôi làng chính nằm ở phía Nam của xã, bên bờ phải sông Rhue, chảy theo hướng Bắc Nam.